# Meroles
Meroles es un género de lagartos de la familia Lacertidae. Sus especies se distribuyen por el sur de África.

## Especies

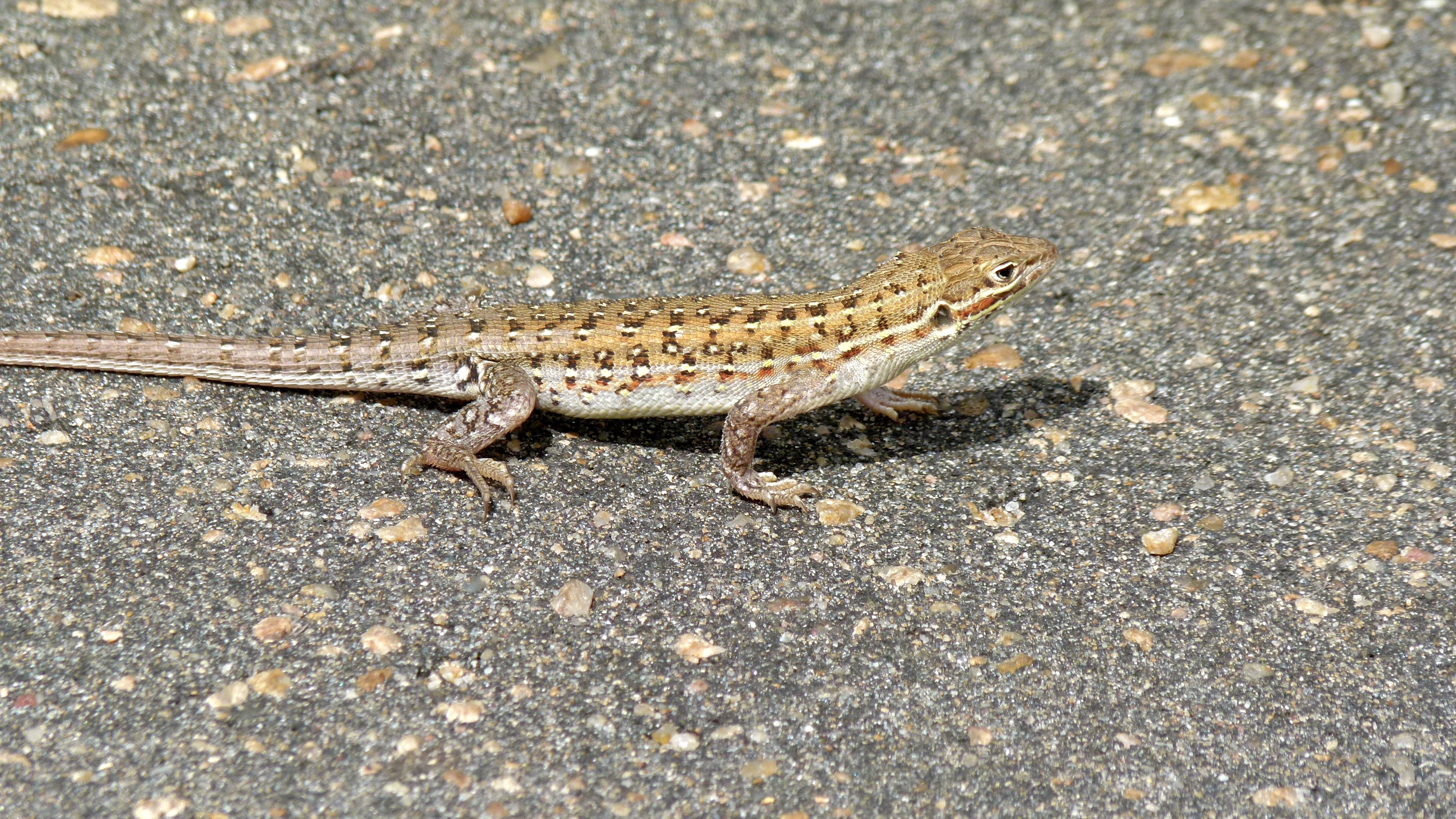
Meroles squamulosus

Se reconocen las siguientes ocho especies:
- Meroles anchietae (Bocage, 1867)
- Meroles ctenodactylus (Smith, 1838)
- Meroles cuneirostris (Strauch, 1867)
- Meroles knoxii (Milne-Edwards, 1829)
- Meroles micropholidotus Mertens, 1938
- Meroles reticulatus (Bocage, 1867)
- Meroles squamulosus (Peters, 1854)
- Meroles suborbitalis (Peters, 1869)